# Altrier
Altrier (luxembourgeois : Altréier) est une section de la commune luxembourgeoise de Bech située dans le canton d'Echternach.

## Toponymie
Altrier, "Altréier" en Luxembourgeois, suggère bizarrement une proximité avec la ville de Trèves, puisque le mot signifie littéralement "vieux Trèves". Mais cela ne fait guère de sens, vu la distance séparant les deux endroits. Aussi, selon l'historien Jules Vannérus, on peut penser que -trier découle, par déformation, de "Driesch", et que Altrier serait donc un Al(t)-Driesch, un endroit anciennement laissé en jachère. 
Cf. Toponymie politique, in: Le Flambeau, 3e année, [Luxembourg] juin 1921, p. 9.  